# 佐佐政次
佐佐政次（1522年－1560年6月12日）是日本戰國時代武將。織田氏的家臣。尾張國井關城城主。佐佐成政的長兄。通稱隼人正。通常以「政次」為正名，但是在文書上並沒有這個稱呼。系圖中有「成吉」、「勝通」等別名。

## 經歷
在天文8年（1539年）8月仕於織田信秀。在天文11年（1542年）於三河國小豆坂之戰中與弟弟孫介一同立下功名（《信長公記》），並且成為小豆坂七本槍之一（《信長記》，作者是小瀨甫庵 ）。
在永祿3年（1560年）的桶狹間之戰初期，得知織田信長到達善照寺砦後，與千秋四郎一同攻撃今川義元軍而被討死（《信長公記》）。
後來長男清藏仕於織田信忠並娶了成政的女兒岳星院輝子，在本能寺之變中被討死。